# Роберт Гарпер
Ро́берт Га́рпер (англ. Robert Harpur, 25 січня 1731, Баллібей, графство Монахан, Ірландія — 15 квітня 1825) — ірландсько-американський учитель, політик, піонер та землевласник. Брав участь в обстеженні земель штату Нью-Йорк в межах Центрального військового тракту (англ. Central Military Tract). Йому приписують надання класичних назв (латинських та грецьких) численним місцям в центральній частині Нью-Йорка. Оселився в районі Бінгемтона, штат Нью-Йорк, де його ім'ям названий  Гарпер-коледж.

## Життєпис
Закінчив Університет Глазго. Викладав в Ірландії протягом 7 років до виїзду 1760 року в британську коронну колонію Провінція Нью-Йорк.
1761 року призначений професором математики в Коледжі Кінга (після здобуття незалежності США перейменований в Колумбійський коледж, сьогодні Колумбійський університет). Одним із його шанованих вихованців був Александер Гамілтон, коли він навчався там 1774 року.
Гарпер служив на різних посадах в уряді Нью-Йорка під час американської революції. З 1777 року по 1784 рік був депутатом Асамблеї штату Нью-Йорк. З 1778 року по 1795 рік був заступником секретаря штату (англ. Deputy Secretary of State) Джона Моріна Скотта та Льюїса Аллера Скотта.
Навесні 1795 року, після війни за незалежність США, Роберт Гарпер разом зі своєю другою дружиною Мірою та родиною рушив на захід уздовж верхів'я річки Саскуеганни. Він оселився біля потоку Белден Брук, поблизу сучасного Гарперсвілла, штат Нью-Йорк.

## Спадщина
На його честь названий Гарперсвілл у східному окрузі Брум штату Нью-Йорк. Його ім'я також носить Гарпер-коледж мистецтв і наук — найстаріша частина сучасного Бінгемтонського університету.

## Класичні назви Нью-Йорка
У той час як Гарпер працював чиновником в офісах Генерального геодезиста штата Нью-Йорк і Секретаря земельної ради, він присвоїв численні класичні назви місцям нью-йоркського Центрального військового тракту (зараз в межах округів Каюга, Кортленд, Онондага та Сенека).
Більш рання теорія полягала в тому, що ці класичні імена присвоїв Генеральний геодезист Симеон Де Вітт.

## Архівні матеріали
У бібліотеці штату Нью-Йорк в Олбані, згідно з його онлайн-каталогом, зберігаються такі матеріали: «Ця колекція містить матеріал, створений Гарпером, і зібраний про нього матеріал. Серед паперів Гарпера — його особисті книги обліку 1768—1814 років, які включають витрати на будинок та рахунки за навчання студентів; фотостат земельних ділянок у містах Кінгсбері та Квінсбері. Серед предметів, зібраних про Гарпера, є кілька біографій, листівки будинку Сенату в Кінгстоні (штат Нью-Йорк) і особняка Клінтона, а також фотостат друку Колумбійського коледжу 1790 року, де викладав Гарпер».